# Tokugoro Ito

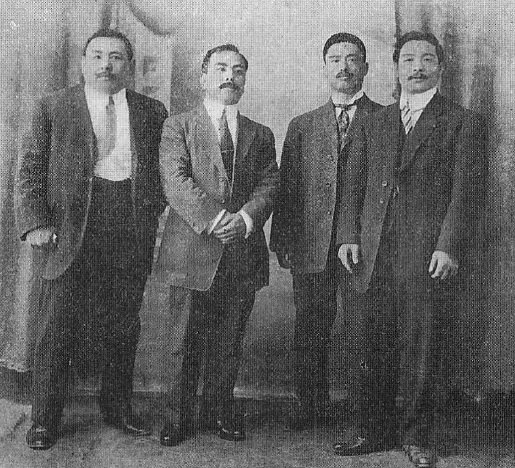
Quatro reis celestiais em Cuba. (A partir da esquerda) Shūtarō Ōno, Nobushirō Satake, Tokugorō Itō e Mitsuyo Maeda.

Tokugoro Ito (1878 – 1939) foi um judoca e wrestler japonês e um dos fundadores do MMA no Brasil.

## Biografia
Ito era instrutor de judo na Universidade Imperial de Tóquio, no Japão. Em 1911, Akitaro Ono e Tokugoro Ito juntaram-se a Mitsuyo Maeda e Soshihiro Satake em Cuba. Os quatro homens eram conhecidos como os "Quatro Reis de Cuba".
A primeira luta de Ito contra alguém que não era japonês ocorreu em 1909. Ito derrotou o lutador americano Eddie Robinson. Em 1914, Ito disputou muitas lutas. Ele inicialmente perdeu, mas depois derrotou Ad Santel em uma disputa de luta livre. Na época, Ito era faixa preta 5º grau em judo.
Em seus últimos anos, ele fundou o Rafu Judo Dojo, em Los Angeles, e anteriormente foi líder do Seattle Dojo, de 1907 a 1911. Seus alunos notáveis incluíram Tsutao Higami. Ito também foi instrutor de Geo Omori e Sanpo Toku.